# Hanns Jacobsen (Jurist)
Johannes „Hanns“ Jacobsen (* 29. April 1905 in Oosterhout, Provinz Noord-Brabant, Niederlande; † 5. Februar 1985 in München) war ein deutscher Rechtsanwalt und Wirtschaftsjurist.

## Leben
Nach dem Abitur studierte Jacobsen an der Julius-Maximilians-Universität Würzburg Rechtswissenschaft. Er stammte aus Speyer und wurde 1926 wie von jeher viele Rheinpfälzer im Corps Rhenania Würzburg aktiv. Mit einer von Heinrich Schanz (1878–1946) betreuten Doktorarbeit wurde er 1930 zum Dr. iur. promoviert. Nach der Assessorprüfung war er in der Kanzlei des Münchener Rechtsanwalts Otto Leibrecht tätig.

### NS-Zeit
Anfang 1934 trat Jacobsen in München der Reiter-SS bei. Bei der SS hatte er die SS.-Nr. 156.339. Die SS schloss ihn 1939 aus. Um 1935 wurde Jacobsen Syndikus bei der Bayerischen Vereinsbank. In dieser Stellung kam er in Verbindung mit den Brüdern Hermann und Waldemar Fegelein, mit denen er auf Duzfuß stand. Ebenfalls 1937 heiratete er. Ab 1940 (?) nahm Jacobsen am Zweiten Weltkrieg teil, in dem er schwer verwundet und mit dem Eisernen Kreuz ausgezeichnet wurde. Im Juli 1943 wurde Jacobsen auf Fürsprache des SS-Brigadeführers Maximilian von Herff bei Heinrich Himmler erneut in die SS aufgenommen. Nachdem er am 13. Juli 1937 die Aufnahme in die NSDAP beantragt hatte, wurde er endlich zum 1. Juli 1943 in die Partei aufgenommen (Mitgliedsnummer 9.563.663).

### Nachkriegszeit und Sachs
Nach Kriegsende gelang es Jacobsen im Rahmen seines Spruchkammerverfahrens im Rahmen der Entnazifizierung um 1947, mit Hilfe falscher Angaben und zahlreicher Entlastungszeugnisse die Einstufung als „unbelastet“ zu erlangen: In seinem Entnazifizierungsfragebogen behauptete er, der SS nach seinem ersten Ausschluss nie mehr angehört zu haben und niemals Mitglied der NSDAP gewesen zu sein. Leibrecht, der tatsächlich im Widerstand gewesen war, behauptete in einer eidesstattlichen Erklärung, dass sein ehemaliger Angestellter der Widerstandsgruppe „Freiheitsaktion Bayern“ (FAB) angehört habe, und organisierte weitere übereinstimmende Zeugnisse. Der Sachs-Biograph Rott charakterisierte diesen Vorgang später als die Beschaffung von „Persilscheine[n] von besonderer Reinigungskraft“. Dies umso mehr, als Jacobsen nach dem Krieg vorerst seinen Taufnamen „Johannes“ anstatt seines bisherigen Rufnamens „Hanns“ verwendete und somit seine Spuren der vergangenen Jahre (vorerst) größtenteils verwischen konnte. Seinen ursprünglichen Eintritt in die SS begründete er damals damit, dass dieser auf Bitten oppositioneller Kreise erfolgt sei, um diese mit potenziell nützlichen Informationen zu versorgen. Seine zwielichtige Rolle in der bayerischen Vereinsbank stilisierte er zu diesem Zeitpunkt zum Opfergang für Emigranten, wobei er seine Tätigkeit als Informant der politischen Polizei verschwieg. Nach seiner Entnazifizierung wurde Jacobsen wieder als Rechtsanwalt zugelassen.
Um 1948 kam Jacobsen in engeren Kontakt mit dem Industriellen Willy Sachs, den er von der SS her kannte und den er in der Folgezeit bei dessen Entnazifizierungsverfahren als Rechtsanwalt vertrat. Jacobsen war Sachs durch die Schlauheit, Skrupellosigkeit und Effizienz aufgefallen, mit der er in seinem eigenen Entnazifizierungsverfahren agiert hatte. Zu diesem Zeitpunkt entwickelte sich eine enge Beziehung zwischen beiden Männern, die bis Sachs Tod 1958 andauern sollte.
Jacobsens Karriere erhielt um 1949 einen Dämpfer: Zu dieser Zeit musste er sich, nachdem einige der Falschangaben aus der Zeit seines Spruchkammerverfahrens durch Anzeigen ehemaliger Geschäftspartner bekannt geworden waren, einem Verfahren wegen des Verdachtes ungerechtfertigter Entnazifizierung unterziehen. So war er einerseits Anwalt im Entnazifizierungsverfahren von Willy Sachs und musste gleichzeitig ein gegen ihn laufendes Verfahren abwickeln. Dieses ging für ihn schließlich glimpflich aus: Obwohl das amerikanische Berlin Document Center Jacobsens NS-Unterlagen entdeckte und aus diesen herausfand, dass er 1943 wieder in die SS aufgenommen worden war, interessierte dies aber weder den amerikanischen CIC noch die deutsche Spruchkammer. Stattdessen wurde „das Lügengebäude des Johannes Jacobsen“, so Rott, von den Behörden wider besseres Wissen „akzeptiert“ und fälschlich schriftlich in den Akten festgehalten, dass er nie Mitglied der Partei gewesen sei und der SS nach seinem Ausschluss nicht mehr angehört habe. Wie Rott schrieb: „Das Geflecht der Beziehungen von Jacobsen ist so dicht gewebt, dass alle Anschuldigungen an ihm abperlen“.
Nach dem Abschluss von Sachs Entnazifizierung nahm Jacobsen eine führende Stellung in dessen Unternehmen, der Fichtel & Sachs AG, ein. Sachs’ Biograph Rott kennzeichnet Jacobsen als die Graue Eminenz hinter dem mächtigen Industriellen während der 1950er Jahre: Als „mephistophelischer Gefährte“ von Sachs habe er das Unternehmen hinter den Kulissen gesteuert und seine privaten wie die geschäftlichen und juristischen Angelegenheiten erledigt. Er sei zu einer „Schicksalsfigur“ für Sachs geworden.
1956 kam es schließlich zum Zerwürfnis zwischen Jacobsen und Sachs. Jacobsen und ein gewisser Johann Pirzer erpressten Sachs mit ihrem Wissen um eine illegale Abtreibung, zu der er seine Lebensgefährtin in den 1940er Jahren veranlasst hatte. Sachs erstattete Jacobsen schließlich eine Abfindung von 100.000 DM und ein Haus im Wert von 250.000 DM, was den Behörden bekannt wurde, worauf es zu einem Prozess gegen Sachs und Pirzer kam. Sachs’ Biograph Rott vermutet, dass das Herannahen dieses Prozesses wahrscheinlich Sachs in den Freitod trieb. Im Prozess, der nach Sachs Tod begann und abgewickelt wurde, ging Pirzer straffrei aus, da die letzte ihm nachweisbare erpresserische Handlung so weit zurücklag, dass sie als verjährt galt. Jacobsen wurde vom Vorwurf der Erpressung freigesprochen, weil das Gericht ein Zusammenspiel zwischen ihm und Pirzer nicht nachweisen konnte.
In den 1960er Jahren stand Jacobsen an der Spitze der Deutschen Gesellschaft für Holzforschung in Stuttgart.